# Coppa huldaensis
Coppa huldaensis är en insektsart som först beskrevs av Rauno E. Linnavuori 1962.  Coppa huldaensis ingår i släktet Coppa och familjen Dictyopharidae. Inga underarter finns listade i Catalogue of Life.